# ألبرتو بوليني
ألبرتو بوليني (بالإيطالية: Alberto Bollini)‏ هو مدرب كرة قدم ولاعب كرة قدم إيطالي، ولد في 16 يونيو 1966 في Poggio Rusco ‏ في إيطاليا.